# Ahmed Belhachmi
Ahmed Belhachmi est un dramaturge, réalisateur et acteur marocain. Il est, en 1951, le premier Marocain diplômé de l'IDHEC et devient le premier Marocain du Centre cinématographique marocain. En 1967, il interprète le rôle de Polybe dans Œdipe roi, film de Pier Paolo Pasolini.

## Pièces de théâtre
- 1956 : L'Oreille en écharpe
- 1962 : Le Rempart de sable